# Herľany
Herľany és un poble i municipi d'Eslovàquia. Es troba a la regió de Košice, a l'est del país.

## Història
La primera referència escrita de la vila data del 1487.

## Demografia
| Godina             | 1994 | 2004   | 2014   | 2024   |
| ------------------ | ---- | ------ | ------ | ------ |
| Nombre de persones | 292  | 287    | 285    | 286    |
| Diferència         |      | −1,71% | −0,69% | +0,35% |

| Godina             | 2023 | 2024   |
| ------------------ | ---- | ------ |
| Nombre de persones | 276  | 286    |
| Diferència         |      | +3,62% |

## Curiositats
El poble és conegut per l'únic guèiser a gran escala d'Eslovàquia, un dels pocs guèisers d'aigua freda del món. Esclata periòdicament (cada 24-32 hores) i l'aigua puja fins a 10-15 m d'alçada des de 1872. L'erupció dura uns 25 minuts.